# Adar Gandelsman
Adar Gandelsman (en hébreu : אדר גנדלסמן) née le 5 décembre 1997 est un mannequin israélien et détentrice du titre de reine de beauté. Elle est la première dauphine de Miss Israël 2017, obtenant le titre de Miss Univers Israël et participe au concours de Miss Univers 2017.

## Biographie

### Enfance et formation
Adar Gandelsman est née à Ashkelon en Israël de parents juifs brésiliens qui immigrent en Israël. Elle sert en tant que soldat dans les Forces de défense israéliennes de 2016 à 2018.

### Carrière de mannequin
Après avoir terminé à la deuxième place à Miss Israël 2017, Adar Gandelsman est couronnée Miss Univers Israël 2017. Elle succède à Miss Univers Israël 2016, Yam Kaspers Anshelm et représente Israël au concours de Miss Univers 2017,.
Adar Gandelsman participe au concours de Miss Univers 2017 à Las Vegas, mais n'obtient pas de place. Lors du concours, elle prend un selfie avec Sarah Idan, Miss Univers Irak de cette année-là,. En décembre 2017, Sarah Idan et sa famille fuient l'Irak en raison de l'indignation des citoyens irakiens à la suite de sa pose pour une photo avec Miss Israël, qui avait également servi dans les Forces de défense israéliennes à l'époque,.